# Грчка на Светском првенству у атлетици на отвореном 2015.
Грчка је на Светском првенству у атлетици на отвореном 2015. одржаном у Пекингу од 22. до 30. августа, учествовала петнаести пут, односно учествовала је на свим првенствима до данас. Репрезентацију Грчке је представљало 10 учесника (5 мушкараца и 5 жена) који су се такмичили у 10 дисциплина (6 мушких и 4 женских).,
На овом првенству Грчка је по броју освојених медаља делила 32. место са једном медаљом (бронза).  У табели успешности према броју и пласману такмичара који су учествовали у финалним такмичењима (првих 8 такмичара) Грчка је са 1 учесником у финалу делила 49. место са 6 бодова.
| Плас. | Земља | 1. место | 2. место | 3. место | 4. место | 5. место | 6. место | 7. место | 8. место | Бр. финал. | Бод. |
| ----- | ----- | -------- | -------- | -------- | -------- | -------- | -------- | -------- | -------- | ---------- | ---- |
| =49.  | Грчка | 0        | 0        | 1        | 0        | 0        | 0        | 0        | 0        | 1          | 6    |

## Учесници
| Мушкарци: - Ликургос-Стефанос Цаконас — 200 м - Костадинос Дувалидис — 110 м препоне - Александрос Папамихаил — Ходање 20 км, Ходање 50 км - Костадинос Баниотис — Скок увис - Костадинос Филипидис — Скок мотком | Жене: - Марија Белибаски — 200 м - Николета Киријакопулу — Скок мотком - Екатарини Стефаниди — Скок мотком - Хрисоула Анагностопоулоу — Бацање диска - Софија Ифантиду — Седмобој |  |

## Освајачи медаља (1)

### Бронза (1)
- Николета Киријакопулу — Скок мотком

## Резултати

### Мушкарци
| Атлетичар                 | Дисциплина    | Лични рекорд | Квалификације                | Квалификације                | Полуфинале       | Полуфинале   | Финале                                      | Финале       | Детаљи                                       |
| Атлетичар                 | Дисциплина    | Лични рекорд | Резултат                     | Место                        | Резултат         | Место        | Резултат                                    | Место        | Детаљи                                       |
| ------------------------- | ------------- | ------------ | ---------------------------- | ---------------------------- | ---------------- | ------------ | ------------------------------------------- | ------------ | -------------------------------------------- |
| Ликургос-Стефанос Цаконас | 200 м         | 20,09        | 20,14 кв                     | 1. у гр. 6                   | 20,22            | 4. у гр. 1   | Нису се пласирали                           | 11 / 54 (60) | Архивирано на веб-сајту (25. септембар 2018) |
| Костадинос Дувалидис      | 110 м препоне | 13,33 НР     | 13,38 кв                     | 6. у гр. 3                   | 13,79            | 8. у гр. 2   | Нису се пласирали                           | 24 / 37 (42) | Архивирано на веб-сајту (29. август 2015)    |
| Александрос Папамихаил    | 20 км ходање  | 1:21:12 НР   |                              |                              |                  |              | 1:24:11                                     | 25 / 50 (61) | Архивирано на веб-сајту (23. август 2015)    |
| Александрос Папамихаил    | 50 км ходање  | 3:49:56 НР   | Није завршио трку (30—35 км) | Није завршио трку (30—35 км) |                  |              |                                             |              |                                              |
| Костадинос Баниотис       | Скок увис     | 2,34         | 2,31 КВ, ЛРС                 | 5. у гр А                    |                  |              | 2,20                                        | 14 / 39 (41) |                                              |
| Костадинос Филипидис      | Скок мотком   | 5,91 НР      | 5,55 кв                      | 13. у гр Б                   | Није се пласирао | 25 / 34 (35) | Архивирано на веб-сајту (29. новембар 2015) |              |                                              |

### Жене
| Атлетичарка           | Дисциплина   | Лични рекорд | Квалификације | Квалификације | Полуфинале        | Полуфинале   | Финале            | Финале       | Детаљи                                      |
| Атлетичарка           | Дисциплина   | Лични рекорд | Резултат      | Место         | Резултат          | Место        | Резултат          | Место        | Детаљи                                      |
| --------------------- | ------------ | ------------ | ------------- | ------------- | ----------------- | ------------ | ----------------- | ------------ | ------------------------------------------- |
| Марија Белибаски      | 200 м        | 23,12        | 23,15 кв      | 4. у гр. 3    | 23,28             | 8. у гр. 3   | Није се пласирала | 23 / 49 (51) | Архивирано на веб-сајту (29. новембар 2015) |
| Николета Киријакопулу | Скок мотком  | 4,83 НР      | 4,55 кв       | 1. у гр. А    |                   |              | 4,80              |              |                                             |
| Екатарини Стефаниди   | Скок мотком  | 4,71         | 4,45          | 9. у гр. Б    | Нису се пласирале | 15 / 26 (29) |                   |              |                                             |
| Атанасија Пера        | Бацање диска | 61,40        | 58,20         | 12. у гр. Б   | Нису се пласирале | 23 / 31      |                   |              |                                             |

#### Седмобој
| Дисциплина    | Софија Ифантиду | Софија Ифантиду | Софија Ифантиду | Софија Ифантиду | Софија Ифантиду | Софија Ифантиду |
| Дисциплина    | Лич. рек.       | Резултат        | Бод.            | Плас.           | Укупно          | Плас.           |
| ------------- | --------------- | --------------- | --------------- | --------------- | --------------- | --------------- |
| 100 м препоне | 13,54           | 13,77           | 1.011 ЛРС       | 21.             |                 |                 |
| Скок увис     | 1,72            | 1,68 ЛРС        | 830             | 28.             | 1.841           | 25.             |
| Бацање кугле  | 13,65           | 12,94           | 723             | 26.             | 2.564           | 27.             |
| 200 м         | 24,65           | 25,93           | 803             | 32.             | 3.367           | 31.             |
| Скок удаљ     | 6,14            | 5,75            | 774             | 28.             | 4.141           | 26.             |
| Бацање копља  | 57,50           | 56,19           | 980             | 1.              | 5.121           | 21.             |
| 800 м         | 2:16,75         | 2:19,55         | 830             | 18              |                 |                 |
| Седмобој      | 6.113           |                 |                 |                 | 5.951           | 19 / 28 (36)    |